# 7 до н. е.

## Події
- Тиберій та Гней Кальпурній Пізон консули Риму.
- Тиберій отримує тріумф за перемоги в Германії. Створення провінції «Германія» з центром у колонії Агрипіни (сучасний Кельн).
- Приєднання Східної Галатії та частини Понту до Риму.
- Рим розділено на райони (regiones) та квартали (vici).
- Страбон пише свою найвідомішу працю «Географія».
- Лю Сінь з династії Хань (храмове ім'я Ай-ді) стає імператором.
- З'єднання Юпітера і Сатурна в сузір'ї Риб.

## Народились
- Згідно з Книгою Урантії, 21 серпня 7 року до н. е. народився Ісус Христос.

## Померли
- Лю Ао — 12-й імператор династії Хань у 33—7 роках до н. е. (храмове ім'я Чен-ді).
- Діоні́сій Галікарна́ський — грецький історик I ст. до н. е., ритор і критик.
- Дружина Чжао Хеде[en].